# Червеи (раса)
Червеи е другото име на драконите и по точно на безкрилите видове, но хората наричали така всички дракони. За първи път името се среща през 265 г. от Първата епоха.